# La Guiche
 La Guiche  es una población y comuna francesa, en la región de Borgoña, departamento de Saona y Loira, en el distrito de Charolles. Es el chef-lieu del cantón de La Guiche, aunque Pouilloux la supera en población.

## Demografía
| 833 | 828 | 798 | 663 | 657 | 645 |
| Para los censos de 1962 a 1999 la población legal corresponde a la población sin duplicidades (Fuente: INSEE [Consultar]) |     |     |     |     |     |